# Habronestes giganteus
Habronestes giganteus là một loài nhện trong họ Zodariidae.
Loài này thuộc chi Habronestes. Habronestes giganteus được Barbara C. Baehr miêu tả năm 2003.